# 툴시다스

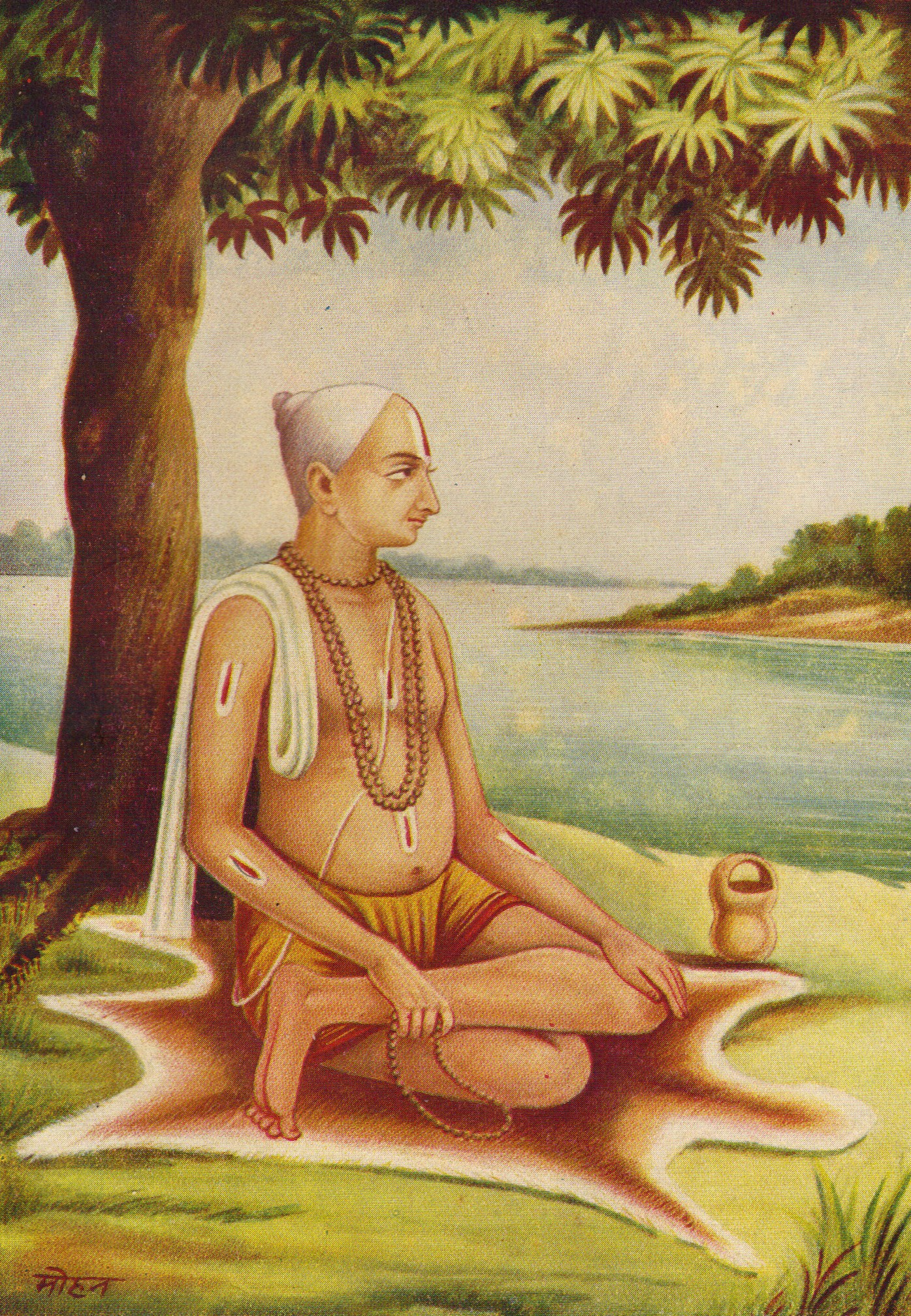

툴시다스(1532 ?-1623)는 인도의 힌디 시인이며, 당대에 제일가는 학자로서 저작도 많아 그 수가 37종이나 된다고 하나 현재까지 확실하게 알려진 것은 14종에 불과하다. 라마의 온유한 면을 취급한 부분, 라마의 활동적인 면, 특히 전쟁 장면을 생생하게 묘사한 부분 등 내용에 따라 시형을 바꾸어 가며, 그 학식과 재능이 십분 발휘되고 있다. 주저 <라마의 행동의 호수(湖水)>는 라마의 전생애를 서술한 일대 서사시로 '툴시라마야나'라고 불린다. 권화(權化)로서의 라마의 고결한 인격, 라마를 중심으로 한 친자(親子)·부부·형제 등의 지극히 맑고 아름다운 육친의 정을 통하여 신에 대한 열렬한 신앙을 토로함과 동시에 각기 그 지위에 상응해서 취하여야 할 도를 가르치며 사람들에게 행동의 규범을 제시하였다. 현재에도 아직 행동의 규범으로서 힌디 지역에서는 아침 저녁으로 암송되고 있다.

## 같이 보기
- 바크티 운동